# Aguaclara
Aguaclara es un centro poblado perteneciente al Corregimiento Sector Central del municipio colombiano de Cúcuta (Norte de Santander).

## Localización
Está ubicado al este del departamento de Norte de Santander. Muy cerca por el oeste de la frontera con Venezuela.